# Fekete mamba
A fekete mamba (Dendroaspis polylepis) a hüllők (Reptilia) osztályába, a pikkelyes hüllők (Squamata) rendjébe, a kígyók (Serpentes) alrendjébe és a mérgessiklófélék (Elapidae) családjába tartozó faj. A világ leggyorsabb kígyója, eléri a 20 km/h-s sebességet. Afrika leghosszabb mérges kígyója: elérheti a 4,3 métert is. Áldozatára többször csap le, egymás után többször marja meg az embert is.

## Elnevezése
A neve megtévesztő, mert az állat nem fekete. A nevére vonatkozó fekete jelzőt az adja, hogy a szája belülről olyan, mint a tinta. A Dendroaspis nemhez tartozik, ami „fa-kígyó”-nak fordítható.

## Előfordulása
Elterjedt az afrikai kontinens délkeleti részein Szomáliától Dél-Afrikáig. Elsősorban a fás szavannákat, sziklás hegyeket és a folyómenti erdőket kedveli.

## Megjelenése
Erősek, de testük sudár; átlagos méretük 2,5 méter, de kivételes esetben elérhetik a 4,5 métert is. A legtöbb mamba sötét olívazöld, szürkésbarna vagy metálszürke színű. Néhánynak közülük világos sáv van a teste körül. Az enyhén foltos mamba különleges. A fiatal mambák világosszürke vagy olívaszínűek, de ez a szín sötétebbé válik, ahogy idősödnek.

## Életmódja
A fekete mamba nappal aktív állat. Állandó lakhelye odú vagy barlang, ahol hosszabb ideig megmarad, ha senki nem zavarja. Külön napozóhelye is van, ahol naponta sütkérezni szokott. Gyakran él termeszvárakban vagy üreges fákban. Általában ha veszélyt érez, a legközelebbi rejtekhelyhez csúszik. Képes 20 km/h sebességre is, ezzel egyike a világ leggyorsabb kígyóinak. A tévhitekkel ellenben azonban nem képes a vágtázó ló sebességét túlszárnyalni. Egy menekülő ember jó eséllyel lefutja adott helyzetben.
Táplálékát főként meleg vérű állatok alkotják, mint rágcsálók, vagy nagyobb mókusok, és más kisebb emlősök. Alkalmanként madarakat is fogyaszt. A mambák esznek hüllőket, és néha más kígyókat is. Általában megharapja egyszer-kétszer a zsákmányt, aztán elengedi és megvárja, míg az elpusztul. Ha madarat eszik, akkor ha megharapja, fogva is tartja.

### Méreg, ellenméreg

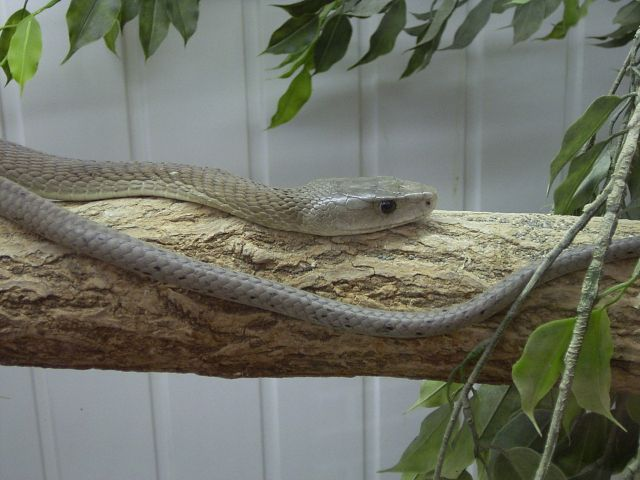

A fekete mamba az egyik legveszélyesebb és legfélelmetesebb kígyó Afrikában. Mérge nagyon hatásos, főleg neurotoxinon alapul, amely gyorsan szívódik fel az áldozatban. A méreg blokkolja az izomidegi kapcsolódásokat, vagyis azokat a jeleket, amelyek az agyból az idegrendszeren keresztül az izmokba áramlanak, így állandó bénulást okoz. Az áldozat a légzőizmok bénulása miatt, fulladástól hal meg.
Még ha a méregösszetevő a különböző helyszínek miatt változó is, létezik egy jó többvegyületű antiszérum, amit a Dél-Afrikai Orvosi Kutatóintézet gyárt, amely ténylegesen lefedi az összes variációt. Az embereket ritkán harapja meg a fekete mamba, de életveszélyes a harapása. A kórházba szállítás alatt a légzés biztosítása nagyon fontos. Ez végrehajtható szájból szájba, szájból maszkba, vagy lélegeztetőkészülékkel, amit arra kiképzett személy végez. Megfelelő elsősegéllyel és kórházi ellenszer-ellátással az áldozatok 99%-a éli túl a támadást, minden komplikáció nélkül. A tünetek megszűnése gyorsan megtörténik, ha a megfelelő időben adják be az ellenszert.

## Szaporodása
A hímek megküzdenek a nőstényekért. A nász után a nőstény 6-17 lágy héjú tojást rak, amik 2-3 hónap alatt kelnek ki.